# Gogangra laevis
Gogangra laevis är en fiskart som beskrevs av Ng 2005. Gogangra laevis ingår i släktet Gogangra och familjen Sisoridae. IUCN kategoriserar arten globalt som otillräckligt studerad. Inga underarter finns listade i Catalogue of Life.